# 深谷博治
深谷 博治（ふかや ひろはる、1903年1月27日 - 1975年12月15日）は、日本の歴史学者。早稲田大学教授。福島県出身。

## 略歴
1928年に早稲田大学文学部史学科を卒業。宮内省臨時帝室編修局に勤務。1933年に同局廃止の後は、公刊明治天皇御紀編修委員会書記を1938年までつとめる一方で尾佐竹猛に誘われ明治文化研究会に参加。その後、同様に尾佐竹の推薦で貴族院嘱託となって『貴族院五十年史』編纂に関与。1941年から43年まで早稲田大学文学部講師を兼任し、続いて同大学大隈研究室で大隈文書整理にあたる。1949年に早稲田大学第一・第二文学部専任講師、1952年助教授、1955年教授、1973年定年退職。
戦前の日本憲政史を代表する人物で、『明治天皇紀』、『公刊明治天皇紀』、『伊藤博文伝』等の編纂に関わった。その過程で収集した文書が早稲田大学文学部に保管されており、中には、原本が現在非公開になっているものや、原本が失われているものなどもあって、重要である。

## 著書
- 『初期議会・条約改正』　白揚社、1940年
- 『日清戦争と陸奥外交』　日本放送出版協会、1940年
- 『華士族秩禄処分の研究』　高山書院、1941年（新訂版：吉川弘文館、1973年）